# (1067) Lunaria
(1067) Lunaria est un astéroïde de la ceinture principale découvert le 9 septembre 1926 par l'astronome allemand Karl Reinmuth à l'observatoire du Königstuhl près de Heidelberg. Sa désignation provisoire était 1926 RG. Il tire son nom du genre de plantes Lunaria, qui sont des dicotylédones.
Sa distance minimale d'intersection de l'orbite terrestre est de 1,363310 ua.